# Offenes Haushaltswesen
Das Offene Haushaltswesen ist eine Öffnung rund um den Haushaltskreislauf und die Haushaltsprozesse in Politik und Verwaltung.

## Offenes Haushaltswesen
In vielen Staaten ist in den Haushaltsgrundsätzen bereits geregelt, dass das Haushaltswesen transparent, öffentlich und nachvollziehbar angelegt sein soll. Zu den in Deutschland gültigen Haushaltsgrundsätzen gehören neben Aufgabenerfüllung, Vorherigkeit, Jährlichkeit, Wirtschaftlichkeit, Sparsamkeit, Gesamtdeckung und Haushaltsausgleich auch mehrere Transparenz- und Öffentlichkeitspflichten. Mit ihnen soll die Bevölkerung über die Pläne, Bewirtschaftung, Rechnungslegung und Prüfung informiert werden. Hierzu zählen unter anderem die Haushaltsprinzipien der Vollständigkeit (Art. 110 (1) GG, §11 BHO), der Klarheit und Wahrheit (§§13, 14, 17 BHO), der Öffentlichkeit (§10 BHO) und der öffentlichen Haushaltsdebatte (Art. 42 GG; Art. 104a ff. GG).

## Open Budget
Es stellt sich die Frage, ob und wie Budgetöffentlichkeit, Offenheit und Transparenz im Haushaltswesen objektiv gemessen werden können. Die International Budget Partnership, eine 1997 am amerikanischen Center on Budget and Policy Priorities in Washington DC gegründete Partnerschaft zur Unterstützung zivilgesellschaftlicher Einrichtungen in Entwicklungsländern und in neu gegründeten Staaten, hat hierzu den Open Budget Index entwickelt. Ziel des seit 2006 alle zwei Jahre erhobenen Index ist es, Transparenz- und Rechenschaftspflichten nationaler Haushalte vergleichbar zu machen, um auf Fehlentwicklungen, Verbesserungen und Entwicklungsperspektiven aufmerksam zu machen. Zur verständlichen Darstellung der aktuellen Öffnung wird eine Skala von 0 bis 100 verwendet. Die Bundesrepublik Deutschland erreichte 2010 mit einem OBI-Wert von 68 einen zwölften Platz bei 94 untersuchten Staaten. Die zugrunde liegenden Kriterien setzen auf acht zentralen Haushaltsdokumenten (Pre-Budget Statement, Executive’s Budget Proposal, Enacted Budget, Citizens Budget, In-Year Reports, Mid-Year Review, Year-End Report und Audit Report), dem Haushaltsplan und dem Haushaltsprozess auf. Über eine Expertenbefragung (2010: 123 Fragen) wurden die Daten für den Open Budget Survey (IBP 2010) erhoben. Die erzeugte Aufbereitung trägt zur Messung und zur Visualisierung der Öffnung bei. Das Verständnis der komplexen Thematik wird so verbessert, Vergleichsmöglichkeiten werden eröffnet und zu einer Diskussion über Stand und Perspektiven aufgefordert
Allerdings berücksichtigen weder der Open Budget Index 2010 noch der derzeit erhobene Open Budget Index 2012 bereits angemessen die skizzierten Möglichkeiten von Web-2.0-Technologien und Open Data.
Die IBP verwendet den Begriff „Open Budget“ vor allem im Sinne von offenen und transparenten Haushalten sowie offenen und transparenten Haushaltssystemen (IBP 2010).

## Open Budget 2.0
Mit Blick auf die Potentiale sozialer Medien soll jedoch in den weiteren Abschnitten von einem offenen Haushaltswesen im Sinne von „Open Budget 2.0“ vor allem dann gesprochen werden, wenn über die bloße Haushaltstransparenz, Budgetöffentlichkeit und offene Haushaltsdebatten hinaus mit Unterstützung sozialer Medien eine Öffnung des Haushaltswesens auch von Gebietskörperschaften und Behörden gelebt wird, Transparenz durch eine elektronische Veröffentlichung mit offenen Haushaltsdaten unterstützt wird und Bürger in die Haushaltsprozesse eingebunden werden.
Für eine Öffnung, um den Haushaltskreislauf bestehen mehrere Anknüpfungspunkte:
- Die Bürgerschaft kann über Beteiligungshaushalte im Rahmen der Haushaltsplanerstellung beratend mitwirken.
- Eine proaktive Bereitstellung von Haushaltsplänen in offenen Formaten ermöglicht der öffentlichen Haushaltsdiskussion neue Perspektiven.
- Echte Bürgerhaushalte eignen sich dort, wo Erarbeitung und Entscheidung eines Budgets gleichermaßen der Bürgerschaft vollständig übertragen werden sollen.
- Über das Internet kann die Öffentlichkeit zeitnah sowohl über Beschlüsse von Haushaltsgesetzen und  satzungen sowie über das Abstimmungsverhalten informiert werden.
- Moderne Haushaltsbewirtschaftungssysteme erlauben tagesaktuelle Berichte und Analysen zur Bewirtschaftung, die in einer verständlichen Aufbereitung nicht mehr nur für interne Zwecke, sondern auch der Politik und der Öffentlichkeit frei zugänglich gemacht werden könnten.
- Publizieren lassen sich auch Zuschläge bei Ausschreibungen und vergaben, vom Staat abgeschlossene Verträge sowie öffentliche Subventionszahlungen an Zuwendungsempfänger.
- Auch eine stärkere Einbindung der Bevölkerung in (8) Haushaltsabschluss und in die wirkungsorientierte Prüfung bei der Mittelverwendung wäre denkbar.

## Open Budget und Deutschland
Der Stand der Öffnung des Haushaltswesens in Deutschland ist auf den verschiedenen Ebenen sehr unterschiedlich. Bund, Länder, Kreise, Städte und Gemeinden zeigen, dass Haushaltstransparenz über das Internet unterschiedlich gelebt werden kann und offene Haushaltsdatenbestände bereits vernetzt und geöffnet worden sind. Obwohl der Umsetzungsstand bei Haushaltsplanungsdaten, Haushaltsbewirtschaftungsdaten, Haushaltsbelegen und Haushaltsberichten variiert, besteht in Deutschland noch viel Raum für eine weitergehende Öffnung und Vernetzung.

## Quelle
- Jörn von Lucke et al.: Open Budget 2.0 & Open Budget Data - Öffnung von Haushaltswesen und Haushaltsdaten - Gutachten für die Deutsche Telekom AG zur T-City Friedrichshafen (PDF; 701 kB), Stand: 24. Oktober 2011, Deutsche Telekom Institute for Connected Cities, Zeppelin University gGmbH, Friedrichshafen 2011.